# Daidalos

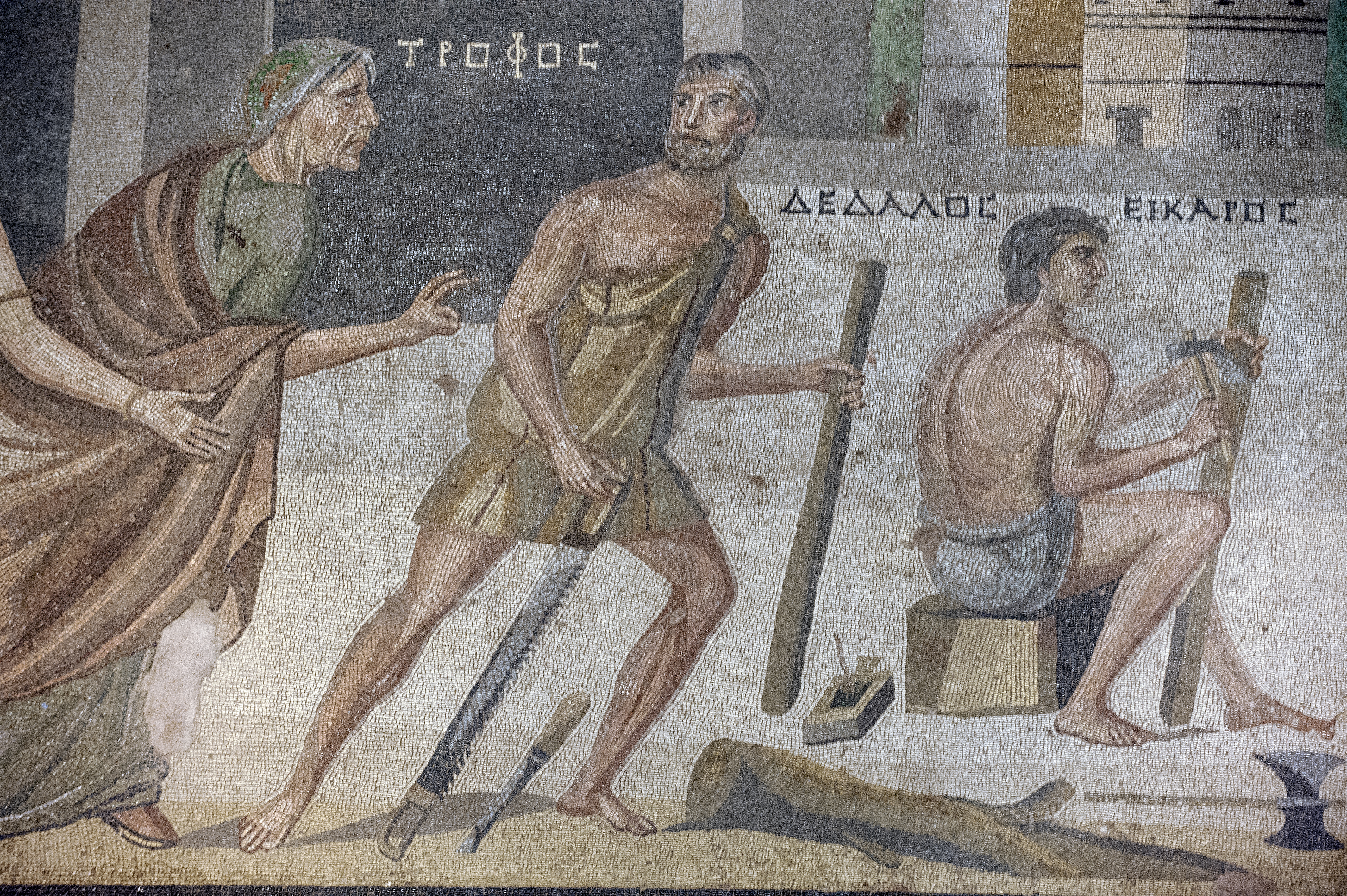
Ikarus und Daidalos, antikes Mosaik aus Zeugma

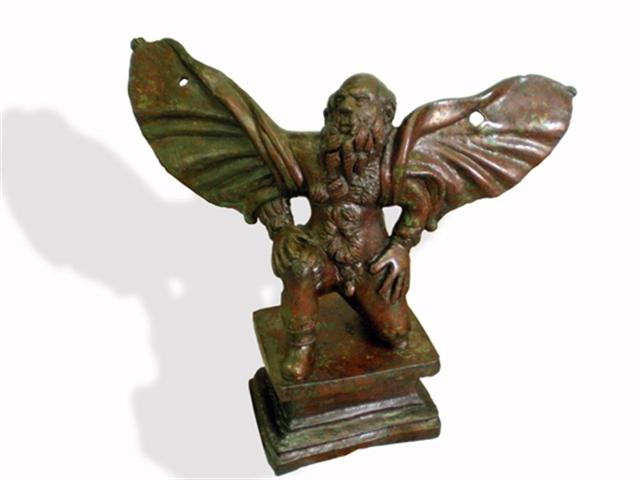
Daidalos
(Bronzestatue, 3. Jahrhundert, Plaošnik, Makedonien)

Daidalos (altgriechisch Δαίδαλος Daídalos von δαιδάλλειν daidállein, deutsch ‚kunstvoll arbeiten‘, lateinisch Daedalus, deutsch Dädalus) ist eine Gestalt in der griechischen Mythologie und dort insbesondere der kretischen Mythologie um den König Minos (minoischer Sagenkreis). Er war ein brillanter Erfinder, Techniker, Baumeister und Künstler. Seine Künste waren weit bekannt, die von ihm gestalteten Figuren sollen lebensecht gewesen sein.

## Mythos

### Herkunft
Erste Erwähnung findet Daidalos, der Vater des Ikaros, bei Homer als Schöpfer einer großen Tanzbühne für Ariadne. Die Athener vereinnahmten Daidalos für sich, demnach soll er der Enkel des attischen Königs Erechtheus und der Sohn des Metion gewesen sein. Spätere schoben zwischen Metion und Daidalos noch einen Heros Eupalamos.

### Daidalos und Perdix
Daidalos’ Schwester schickte ihren Sohn Perdix (je nach Quelle auch Talos oder Calos) zu ihm in die Lehre. Der Neffe stellte sich bald als begabter Schüler heraus, der durch seinen Einfallsreichtum auffiel. Von einem Spaziergang am Strand brachte er das Rückgrat eines Fisches nach Hause, bildete es mit Eisen nach und erfand so die Säge. Ein anderes Mal brachte er zwei Eisenstäbe zusammen, verband sie an einem Ende mit einem Niet und spitzte die anderen Enden zu, was zur Erfindung des Zirkels führte. Daidalos, der stolz auf seine eigenen Fähigkeiten war und den Gedanken an einen Rivalen nicht ertragen konnte, wurde so neidisch auf Perdix, dass er einen Ausflug auf die Athener Akropolis nutzte, um seinen Neffen zu beseitigen, indem er ihn den Berg hinunterstieß. Aber die Göttin Athene, die Genialität immer begünstigte, sah diesen fallen und rettete sein Leben, indem sie ihn in einen Vogel verwandelte, der seither seinen Namen trägt. Das Rebhuhn (lateinisch Perdix perdix, französisch perdrix) baut sein Nest nicht in Bäumen, sondern in Hecken, und eingedenk seines Falls von der Klippe meidet es hohe Stellen. Daidalos hingegen musste sich für dieses Verbrechen vor Gericht verantworten und wurde aus Athen verbannt.

### Daidalos und das Labyrinth

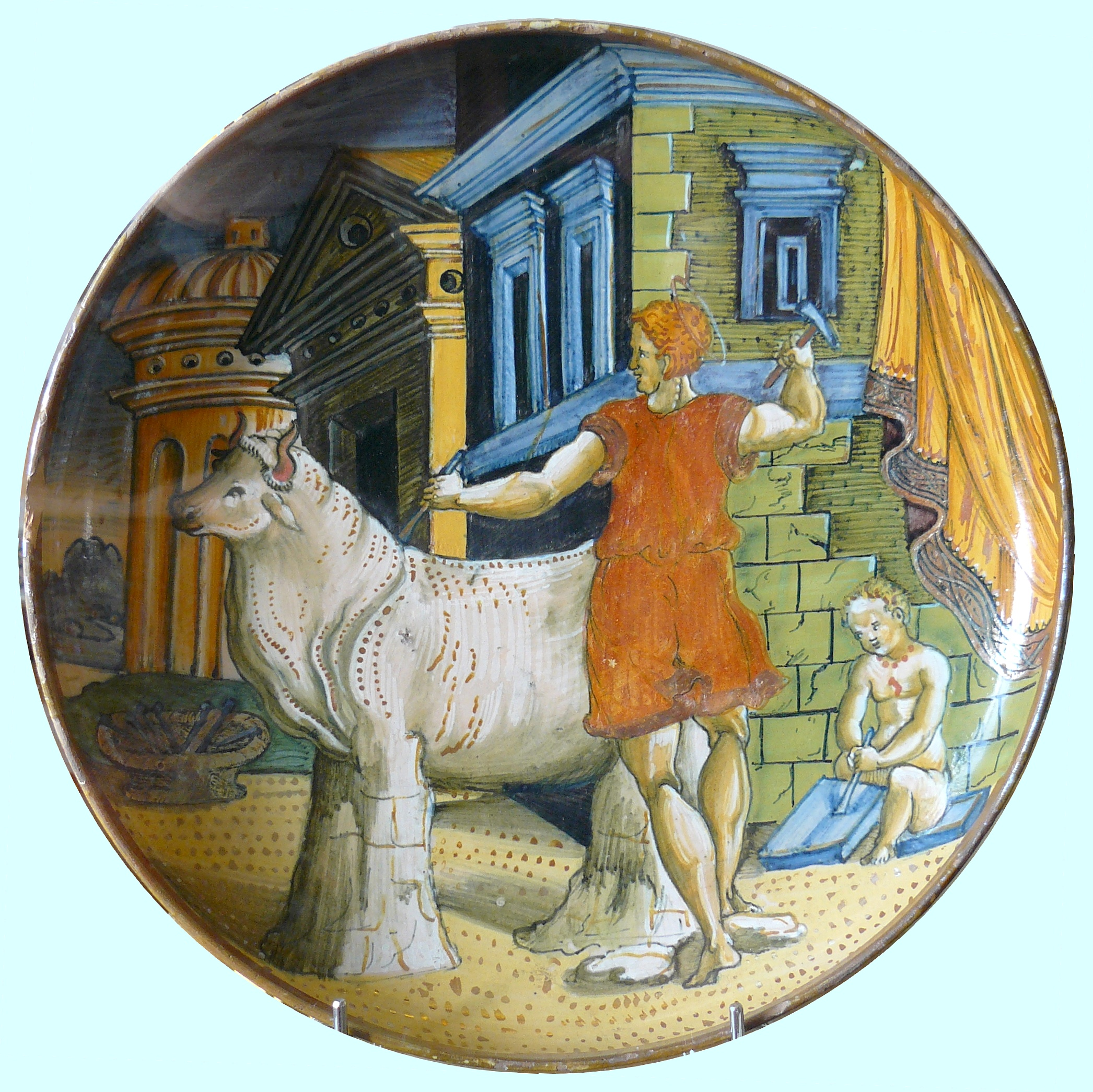
Daidalos zimmert die Kuhattrappe für Pasiphaë
(Istoriato-Verzierung, 1533, Nationales Keramikmuseum, Sèvres)

Auf der Insel Kreta fand er am Hofe des seebeherrschenden Königs Minos Asyl. Das antike Kreta ist auch bekannt durch seinen Stierkult. Minos hatte von Poseidon als Zeichen, dass seine Gebete erhört wurden, einen prächtigen silberweißen Stier erhalten. Dieser gefiel dem König so sehr, dass er das Gebot, das Tier dem Meeresgott zu opfern, ignorierte. Poseidons Rache für diese Unterlassung war heimtückisch: Als Minos Pasiphaë, eine Tochter des Sonnengottes Helios, heiratete, sorgte er dafür, dass sich die junge Braut augenblicklich in den Stier verliebte. Pasiphaë verstand es, Daidalos dafür zu gewinnen, eine Kuhattrappe aus Holz zu konstruieren, in die sie hineinschlüpfen konnte, um so den Liebesakt mit dem Stier zu vollziehen. Die Frucht dieser Begegnung war Minotauros, ein Mischwesen mit dem Leib eines Menschen und mit dem Kopf eines Stieres. Daidalos erhielt vom König den Auftrag, ein Labyrinth zu bauen, um dieses gefährliche und rabiate Untier wegzusperren. Dieses Labyrinth war so geschickt gebaut, dass selbst Daidalos kaum den Weg ins Freie fand, nachdem er es fertiggestellt hatte.
Daidalos gab Minos’ Tochter Ariadne einen Rat, wie man mit Hilfe eines Fadens wieder aus dem Labyrinth herausfinden kann. Sie half damit dem athenischen Königssohn Theseus, Minotaurus zu töten und aus dem Labyrinth zu entkommen. Danach flüchtete Theseus in Begleitung Ariadnes nach Athen.

### Daidalos und Ikaros

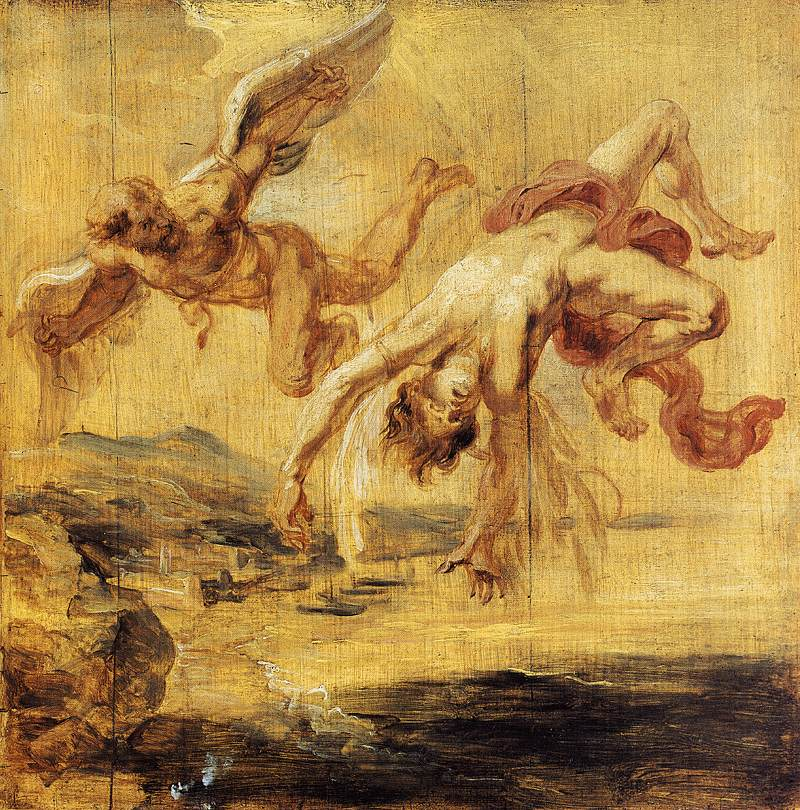
Ikarus’ Fall
(Peter Paul Rubens, 1636, Musées royaux des Beaux-Arts, Brüssel)

Daidalos wurde von Minos auf Kreta festgehalten, entweder, weil Minos dessen Kunstfertigkeit schätzte und nutzen wollte oder weil Minos wütend auf den Rat zum Ariadnefaden war. Jedenfalls wurde Daidalos mit seinem Sohn Ikaros auf Kreta gefangen gehalten, und da der König alle Seewege unter strikter Beobachtung hatte, war der Gedanke einer Flucht von der Insel ziemlich hoffnungslos. Doch Daidalos griff auf seine Erfindergabe zurück: Aus Vogelfedern, die er mit Wachs verband, fertigte er Flügel für sich und seinen Sohn und flog mit ihm davon. Sie hatten bereits die Inseln Samos, Delos, Paros, Lebinthos und Calymne hinter sich gebracht, als der ausgelassene Ikaros ungeachtet der Warnungen seines Vaters zu hoch stieg und der Sonne zu nahe kam. Das Wachs schmolz, und er stürzte in das Meer, das aufgrund dessen Ikarisches Meer genannt wird. Als der trauernde Daidalos ihn auf der heutigen Insel Ikaria beisetzte, beobachtete ihn ein Rebhuhn, das schließlich laut rief. Dieses Rebhuhn soll Perdix gewesen sein, der durch den Tod des Ikaros – ebenfalls durch einen Sturz  – gerächt worden war, da Daidalos ihn von der Akropolis in Athen gestürzt hatte.

### Daidalos auf Sizilien
Daidalos fand schließlich auf Sizilien beim sikanischen König Kokalos Asyl. Auf Sizilien ließ er einen Tempel errichten und weihte Apollon seine Flügel. Nach Vergil entstand dieses Heiligtum allerdings in Cumae.
Doch Minos versuchte mit seiner Flotte, Daidalos auf Sizilien zu finden. Dazu ersann und verbreitete er eine Aufgabe, von der er richtigerweise annahm, dass sie nur durch den geschickten Daidalos lösbar sei: Wie zieht man einen Faden durch ein spiralig gewundenes Schneckenhaus? Daidalos bohrte das Gehäuse in der Mitte an, befestigte an einem Ende des Fadens eine Ameise, die er durch das Loch kriechen ließ und lockte sie am Ende des Spiralgangs mit einem Tropfen Honig an. König Kokalos erlangte Kenntnis von der Lösung und verriet sich. Als Minos Daidalos’ Auslieferung verlangte, täuschte Kokalos Minos Gastfreundschaft vor und lud ihn zum Bade, wo Minos von Kokalos’ Töchtern ermordet wurde. Andere Überlieferungen berichten, dass Daidalos selbst Minos mit brühend heißem Wasser übergossen habe, bis dieser starb.
Die erhaltenen mythologischen Überlieferungen brechen mit dem Tod des Minos ab. Es kann daher nur vermutet werden, dass Daidalos auf Sizilien starb. Der römische Gelehrte Plinius der Ältere schrieb ihm zahlreiche Erfindungen zu, so zum Beispiel das Senkblei, die Säge, den Bohrer sowie den Fischkleister, und Pausanias sah in ihm den Urheber zahlreicher archaischer Kultfiguren aus Holz. (→ Xoanon)